# سونمی
لی سون می (کره‌ای: 이선미؛ زادهٔ ۲ مه ۱۹۹۲) که با نام سونمی (انگلیسی: Sunmi) شناخته می‌شود، خواننده، رقصنده، ترانه‌سرا و تهیه‌کننده موسیقی اهل کره جنوبی است. او در سال ۲۰۰۷، به‌عنوان عضوی از گروه دخترانهٔ کره‌ای واندر گرلز شروع به کار کرد و در سال ۲۰۱۰، گروه را به قصد ادامهٔ تحصیل ترک کرد. سپس پس از سه سال در سال ۲۰۱۳، به‌عنوان تک‌خوان آلبوم ماه کامل را منتشر کرد.
سونمی در سال ۲۰۱۵، باری دیگر فعالیت‌های خود را در واندر گرلز از سر گرفت و تا انحلال گروه در ۲۰۱۷، عضوی از آن بود.

## ترانه‌شناسی

### آلبوم‌های چندآهنگه
- ماه کامل (۲۰۱۴)
- هشدار (۲۰۱۸)